# Sylvisorex vulcanorum
Sylvisorex vulcanorum is een zoogdier uit de familie van de spitsmuizen (Soricidae). De wetenschappelijke naam van de soort werd voor het eerst geldig gepubliceerd door Hutterer & Verheyan in 1985.